# Ceil'-Umm-Ali
Ceil'-Umm-Ali är en ö i Eritrea.   Den ligger i regionen Södra rödahavsregionen, i den nordöstra delen av landet, 130 km öster om huvudstaden Asmara.
Terrängen på Ceil'-Umm-Ali är varierad.